# Beltring Herred
Beltring Herred var et herred i middelalderens Nordfrisland i Sydslesvig. Geografisk omfattede herredet den nordlige del af den tidligere ø Strand. Ved stormfloden 1634 blev herredet oversvømmet. Rester er halligerne Nordstrand Mor, Grøde med Abelland og Habel og landsbyben Okholm. Af tidligere byer i Beltringherred kan nævnes Billum, Habelbe, Hingstnes, Øster- og Vesterfold, Bupte, Bupsø, Imminghusen, Volsbøl, Kongsbøl, Rørbæk og Evesbøl.
Herredet gav også navnet til Beltring Herred Kog, selvom de to geografiske områder er ikke helt identiske.
Herrederne på Strand blev også kaldt Femherrederne eller Strandherrederne og tilhørte de frisiske Udlande.
Beltring Herred er nævnt i Kong Valdemars Jordebog fra 1231 som Bultrynghæreth sat til 80 mark rent sølv.